# Wesmaelius pinincolus
Wesmaelius pinincolus är en insektsart som först beskrevs av Ohm 1967.  Wesmaelius pinincolus ingår i släktet Wesmaelius och familjen florsländor. Inga underarter finns listade i Catalogue of Life.